# Ripenda Kras
Ripenda Kras – wieś w Chorwacji, w żupanii istryjskiej, w mieście Labin. W 2011 roku liczyła 124 mieszkańców.